# Веселиновка (Одесская область)
Веселиновка (укр. Веселинівка) — село, относится к Березовскому району Одесской области Украины.
Население по переписи 2001 года составляло 213 человека. Почтовый индекс — 67332. Телефонный код — 4856. Занимает площадь 1,319 км². Код КОАТУУ — 5121283103.

## Местный совет
67314, Одесская обл., Березовский р-н, с. Михайло-Александровка, ул. Молодёжная, 7

## История
В 1946 г. Указом ПВС УССР село Чехи переименовано в Веселиновку.